# Ron Saunders
Ronald „Ron“ Saunders (* 6. November 1932 in Birkenhead; † 7. Dezember 2019) war ein englischer Fußballspieler und Trainer. 1981 gewann er mit Aston Villa als Trainer die englische Meisterschaft.

## Spielerlaufbahn
Seine erfolgreichste Zeit als Spieler verbrachte er zwischen 1958 und 1964 beim FC Portsmouth. Für den Verein verlief diese Zeit weniger erfolgreich, bereits in der Football League First Division 1958/59 stieg Portsmouth aus der ersten Liga ab und zwei Jahre später sogar in die dritte Liga. Auch dank zahlreicher Treffer von Ron Saunders gewann die Mannschaft 1961/62 die Meisterschaft in der Third Division und schaffte damit den direkten Wiederaufstieg in die zweite Liga. Nach zwei Jahren in der Second Division verließ Saunders den Verein nach sechs Jahren, in denen er jeweils bester Torschütze seiner Mannschaft gewesen war. 2013 nahm der FC Portsmouth ihn in seine klubinterne Hall of Fame auf.

## Trainerlaufbahn

### Norwich City (1969–1973)
Seine Trainertätigkeit startete Ron Saunders 1967 beim unterklassigen Verein Yeovil Town. Nach einer Zwischenstation bei Oxford United übernahm er am 1. Juli 1969 den englischen Zweitligisten Norwich City. In der Saison 1971/72 schaffte Saunders mit Norwich dank der Zweitliga-Meisterschaft den erstmaligen Aufstieg in die erste Liga. Der Aufsteiger erreichte in der First Division 1972/73 den Klassenerhalt und zog zudem ins Finale des League Cup ein. Dieses verlor die Mannschaft jedoch mit 0:1 gegen die Tottenham Hotspur. Nach diesen Erfolgen endete seine Amtszeit am 16. November 1973.

### Manchester City (1973–1974)
Bereits wenige Tage später übernahm er den Trainerposten beim Erstligarivalen Manchester City und führte den Verein in der Saison 1973/74 auf den vierzehnten Tabellenrang. Zum zweiten Mal in Folge erreichte Saunders mit einer von ihm trainierten Mannschaft das Finale des Ligapokals und verlor es ebenfalls erneut (1:2 gegen die Wolverhampton Wanderers).

### Aston Villa (1974–1982)
Zu Beginn der Saison 1974/75 wechselte er zum Zweitligisten Aston Villa und führte seine Mannschaft als Vizemeister hinter Manchester United in die erste Liga. Bereits zum dritten Mal in Folge und zudem mit dem dritten Verein erreichte er das Finale des Ligapokals und schaffte mit einem 1:0 über seine ehemaligen Verein Norwich City den ersten Titelgewinn. Nach dem Klassenerhalt im Aufstiegsjahr führte er sein Team 1976/77 auf den vierten Tabellenplatz und holte zudem zum zweiten Mal nach 1975 den Titel im Ligapokal. Im UEFA-Pokal 1977/78 scheiterte Aston Villa erst im Viertelfinale mit 2:2 und 1:2 am FC Barcelona. Nachdem die Mannschaft drei Jahre in Folge die Qualifikation für den Europapokal knapp verpasst hatte, sicherte sich Aston Villa um Toptorjäger Peter Withe (20 Treffer) in der Football League First Division 1980/81 den englischen Meistertitel. In der Saison 1981/82 konnte die Mannschaft an diesen Erfolg nicht anknüpfen und fand sich lediglich im Mittelfeld der Tabelle wieder. Am 9. Februar 1982 trat Saunders nach Unstimmigkeiten mit dem Vorstand überraschend von seinem Trainerposten zurück. Villa stand zu diesem Zeitpunkt im Viertelfinale des Europapokal der Landesmeister 1981/82 und holte sich später den Titel durch ein 1:0 über den FC Bayern München.

### Birmingham City (1982–1986)
Bereits am 18. Februar 1982 trat er den Trainerposten beim Stadtrivalen Birmingham City an und erreichte mit City einen Platz im unteren Drittel der Tabelle. Nach einem weiteren Jahr in dieser Tabellenzone stieg Birmingham in der Saison 1983/84 als Drittletzter in die zweite Liga ab. Saunders behielt jedoch seinen Posten und schaffte im Jahr darauf als Vizemeister den direkten Wiederaufstieg. Nachdem der Verein in der Football League First Division 1985/86 erneut in akute Abstiegsgefahr geraten war, wurde Ron Saunders am 16. Januar 1986 entlassen.

### West Bromwich Albion (1986–1987)
Knapp einen Monat später wurde er Trainer des Erstligarivalen West Bromwich Albion und stieg am Saisonende gemeinsam mit Birmingham City in die zweite Liga ab. Nach einem deutlich verpassten Wiederaufstieg 1986/87 mit dem fünfzehnten Tabellenrang und einem erneut schlechten Start in die Saison 1987/88 wurde er am 2. September 1987 entlassen.

## Titel und Erfolge
- League-Cup-Sieger: 1975, 1977
- Englischer Meister: 1981